# Утро без отметок
«Утро без отметок» — советский комедийный художественный фильм, поставленный в 1983 году режиссёром Владимиром Мартыновым. Премьера состоялась в первый день знаний — 1 сентября 1984 года.

## Сюжет
Страна увлечённо следит за сюжетом нового детективного сериала «ТАСС уполномочен заявить»...
Шестилетний Глеб очень хочет пойти в школу, особенно после того, как он встречает будущую первоклассницу Наташу Алябину. Но Глеб должен пойти лишь в следующем году. И тогда Глеб, как настоящий разведчик, пускается на хитрость: в обмен на перочинный ножик он берёт школьную форму у своего друга Кости Королькова, который не смог пойти в школу из-за ангины.
Получив желаемое, главный герой со спокойной душой отправляется в школу, даже не думая о том, чем это может закончиться. Учительница Людмила Ивановна не знает, что перед ней другой мальчик, и решает вести его к врачу, «выявившему» у Глеба осложнение от ангины в виде нарушений памяти. Одновременно Глеба, а по недоразумению и Костю, активно разыскивают родители…

## В главных ролях
- Кирилл Головко-Серский — Глеб
- Маша Вартикова — Наташа Алябина
- Паша Гайдученко — Костя Корольков (Коська)
- Алёша Тюрников — Лёня Немыкин (Лёник)
- Ваня Сухоруков — Антон Коробков

## В фильме снимались
- Марина Яковлева — Людмила Ивановна (Люда), учительница 1-го «Б»
- Валентина Грушина — Нинель Сергеевна, мама Глеба
- Игорь Кваша — Аркадий Борисович, доктор
- Валентина Талызина — бабушка Кости Королькова
- Евгений Герасимов — папа Глеба
- Георгий Штиль — вахтёр в ГНИИСиК
- Раиса Рязанова — Галина Павловна, мама Кости Королькова
- Юрий Соломин — Славин, разведчик из сна Глеба
- Вахтанг Кикабидзе — мистер Глэбб, шпион из сна Глеба

### В эпизодах
- Вадим Андреев — папа Наташи
- Николай Мерзликин — Алексей Павлович, директор института
- Наталья Головко — воспитательница детского сада
- Алевтина Румянцева — мать Люды
- Максим Никифоров
- А. Селиванов
- Д. Долгова
- Екатерина Воронина — директор школы
- Владимир Скляров — лейтенант милиции
- Илья Авраменко (в титрах Аврааменко)
- Р. Соломко
- Александр Делибаш
- М. Мручко
- М. Пиняжин
- И. Зайцева
- А. Старцев
- А. Каменский
- К. Каменский
- Л. Голубкова
- Дана Дорошенко
- В. Нефёдов
- М. Гордеева
- О. Минович
- А. Путицкая
- В. Макогонов, заслуженный артист Украины — строитель, говорящий речь на линейке
- А. Мироненко — строитель, разрезающий красную ленту на линейке
- Д. Пахманов — строитель на линейке

## Съёмочная группа
- Режиссёр: Владимир Мартынов
- Оператор: Михаил Скрипицын
- Сценарист: Оскар Ремез
- Композитор: Владимир Шаинский

## Технические данные
- СССР, киностудия имени М. Горького, 1983 год, цветной, 68 минут[1].